# L'Île-d'Yeu

L'Île-d'Yeu este o comună în departamentul Vendée, Franța. În 2009 avea o populație de 4,699 de locuitori.